# Tussenhausen
Tussenhausen là một đô thị ở huyện Unterallgäu bang Bayern, Đức.